# Terza battaglia di Novi (1799)
La terza battaglia di Novi fu uno scontro avvenuto il 6 novembre 1799 che vide contrapposte la divisione del generale Saint-Cyr, appartenente all'Armata d'Italia, e l'armata austriaca al comando del generale Paul Kray. Gli uomini di Kray caddero in una trappola e vennero sconfitti dalle forze francesi. 

## Contesto storico
Dopo la vittoria sulla Trebbia, Suvorov proseguì la propria campagna assecondando il volere della corte asburgica, che intendeva liberare l'Italia settentrionale dalle varie guarnigioni francesi che ancora occupavano punti strategici della pianura. Liberate Torino, Alessandria e Mantova, il prossimo passo era la città di Tortona.
Per impedire la presa della cittadella, l'esercito francese del generale Joubert scese in pianura, occupando una posizione difensiva piuttosto solida attorno a Novi. Mentre i generali francesi discutevano su quale fosse la strategia migliore da attuare a quel punto, Suvorov decise di spezzare la tranquillità del fronte ed ingaggiò i francesi nell'ennesima battaglia campale. La determinazione del generale russo e la superiorità numerica dei suoi uomini furono determinanti: Joubert stesso cadde nelle prime fasi della battaglia ed il suo vice, il generale Moreau, non riuscì ad evitare che la continua pressione delle forze russe sulle linee francesi si trasformasse prima in una ritirata e poi in una rotta.
Con i francesi in ritirata verso le Alpi, l'assedio di Tortona poté proseguire indisturbato e la cittadella, isolata e sotto assedio, si arrese alle forze della coalizione dopo poche settimane.

## Antefatti

### L'abbandono delle forze di Suvorov

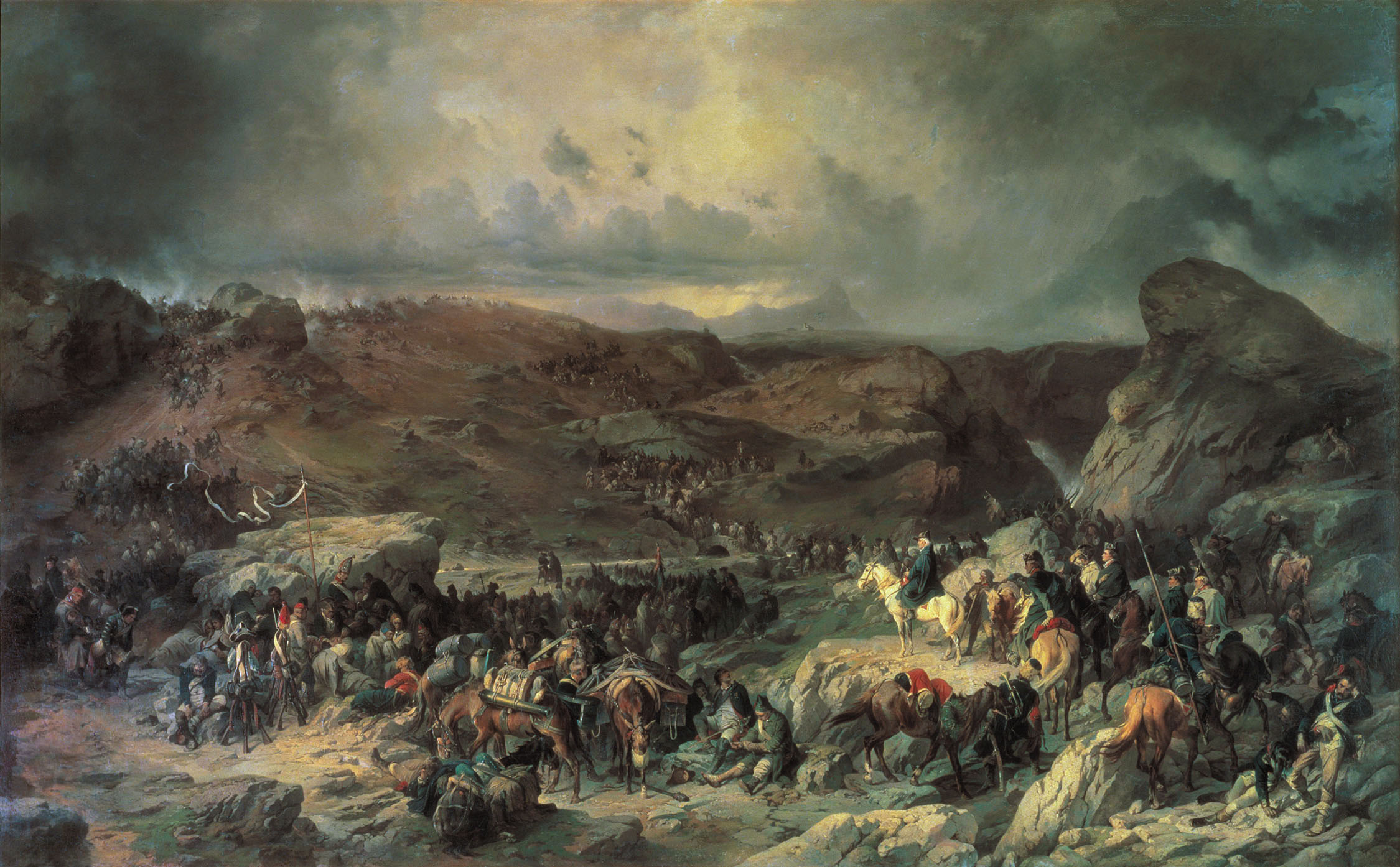
I soldati di Suvorov attraversano il Passo di San Gottardo

Il Consilio aulico di Vienna impose una nuova strategia al generale Suvorov: oltrepassare il passo del San Gottardo e giungere in Svizzera, dove le forze russe del generale Korsakov e quelle dell'Arciduca Carlo stavano già combattendo contro l'Armata d'Helvetia del generale Andrea Massena. Nonostante la ferma opposizione del generale russo, che aveva intenzione di proseguire la propria campagna in direzione della Provenza, gli ordini dello zar e dell'imperatore Francesco II furono categorici. Terminato l'assedio di Tortona, le forze russe si allontanarono dal suolo italiano, lasciando il generale von Melas al comando degli eserciti alleati nella regione.
Non si può negare che le rivalità politiche tra la corte asburgica e quella russa furono alla causa, o almeno furono una delle cause, dello spostamento di forze dello zar verso la Svizzera: le continue vittorie riportate dal grande generale russo stavano minando il progetto del cancelliere Thugut di sottomettere l'Italia settentrionale sotto il dominio austriaco. Infatti, sebbene il sentimento anti-francese fosse in fase crescente, le simpatie della popolazione locale erano indirizzate alla figura del generale russo piuttosto che alle forze imperiali asburgiche, anch'esse impegnate a liberare l'Italia dall'egemonia francese.
Sebbene fosse vero che proseguire la campagna in Svizzera potesse portare a dei vantaggi (potenzialmente, la via per Parigi era molto più breve rispetto al passaggio attraverso la Provenza) e che le due forze imperiali dimostrassero apertamente la reciproca antipatia (vi furono numerose tensioni prima della battaglia della Trebbia, sfociate in un diverbio tra il generale von Melas e gli altri ufficiali russi), la cooperazione tra le due forze stava procedendo così magnificamente, dal punto di vista militare, che un così drastico cambiamento avrebbe necessariamente contribuito a rendere più complicata l'avanzata delle forze della coalizione.

### Chiampionnet e la nuova offensiva francese
Mentre Suvorov si allontanava dalla pianura dell'Italia settentrionale diretto in Svizzera, dai valichi alpini tra Francia ed Italia iniziavano a spuntare le prime forze dell'Armata delle Alpi del generale Championnet. Inizialmente questo corpo si sarebbe dovuto presentare alle spalle dell'esercito congiunto austro-russo e, assieme a quello dell'Armata d'Italia, avrebbe dovuto prenderlo in una manovra a tenaglia, possibilmente ribaltando l'intero andamento della guerra in favore dei francesi. A causa di problemi logistici non trascurabili e dei numerosi reparti di reclute e coscritti male addestrati, Championnet giunse in ritardo, quando Joubert era già stato sconfitto. Dopo qualche operazione a settembre, i francesi, nuovamente sconfitti da Melas, ritornarono sulle Alpi, mentre questi iniziava a progettare l'assedio di Cuneo.

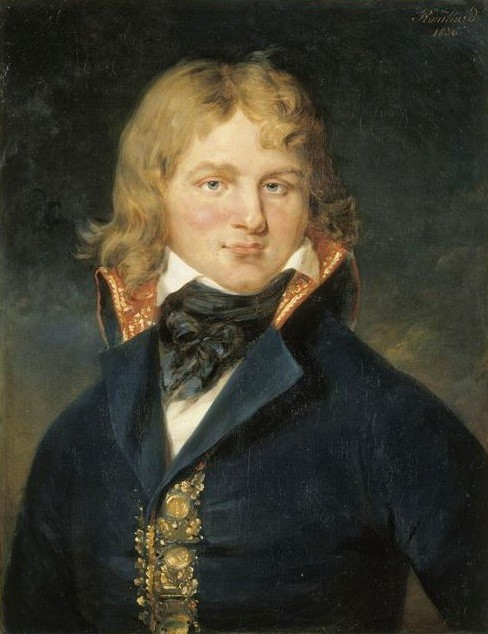
Il generale Championnet

Riunite le due armate in una sola, Moreau ne lasciò il comando, per dirigersi sulla frontiera del Reno come gli era stato chiesto in precedenza, ponendo Championnet a capo dell'Armata d'Italia. Dopo la caduta di Tortona, i francesi avevano in loro possesso solo la città di Cuneo nella pianura piemontese: la sua posizione, spalleggiata dalle Alpi, permetteva l'arrivo in velocità di rinforzi dalla Francia e rendeva complicato un assedio anche da parte delle superiori forze austriache. Se per i francesi, Cuneo era un importantissimo baluardo, per gli austriaci era un obiettivo fondamentale: presa Cuneo, i francesi sarebbero rimasti bloccati sulla costiera ligure, dove con un po' di fortuna, sarebbero potuto finire intrappolati.
Verso la metà di ottobre, spinto dalle voci sul ritorno di Napoleone e dalla gelosia nei suoi confronti, Championnet si lanciò in un'ambiziosa discesa nella pianura piemontese: con le forze di von Melas ancora impegnate a controllare l'intero territorio piemontese, le forze francesi, giungendo all'improvviso ed opportunamente frazionate, avrebbero potuto avere la meglio sui singoli reparti austriaci e iniziare la tanto agognata riconquista del nord Italia, quantomeno di una porzione di pianura dalla quale ottenere delle provvigioni per l'inverno. Dopo due primi successi delle sue ali a Bracco, da parte del generale Watrin su Klenau, e a Novi, da parte di Saint-Cyr su Karaczay, Championnet poteva finalmente vantare una testa di ponte relativamente stabile in pianura.
Mentre Championnet avanzava in direzione di Torino con le ali separate dal corpo principale del suo esercito, von Melas, con l'esercito concentrato a propria disposizione, gli venne fortuitamente incontro: le forze francesi, in inferiorità numerica per quasi due a uno, vennero sopraffatte presso Genola e Fossano e costrette ad una ritirata.

### I movimenti di Kray e Saint-Cyr
Il 4 novembre Kray attraversò la Bormida e sbarcò a Marengo con un corpo di truppe formato da sedici battaglioni, 2800 cavalieri e venticinque pezzi di artiglieria. Aveva sotto il suo comando Karaczay e Haddick ed altri due generali maggiori. Saint-Cyr aveva la sinistra a Bosco Marengo, il centro a Pozzolo e la destra a Rivalta. Le sue truppe erano ampiamente disperse e non c'era modo di difendere la posizione in pianura in assenza di cavalleria ed artiglieria: si ritirarono sulle stesse colline dove avevano combattuto il 15 agosto contro Suvorov.
Il generale Iablonowsky aveva ricevuto ordine di iniziare un finto assedio davanti al forte di Serravalle, con due cannoni che erano riusciti a portare lì. Lo stesso giorno Kray si accampò a un miglio da Pozzolo. Dopo aver avuto una scaramuccia tutta la giornata con i francesi, fece attaccare dalla guarnigione di Tortona un piccolo corpo di truppe posto a Villa-Aluerna. Gauthrin, che lo comandava, respinse gli attacchi della guarnigione e fece 150 prigionieri. Il 5 il nemico aveva cominciato diversi movimenti che annunciavano un attacco generale, ma la pioggia caduta durante la giornata lo indusse a rinviare il tutto al giorno successivo. Saint-Cyr era convinto che, nonostante la superiorità che il generale Kray aveva su di lui in tutte le armi, ma soprattutto nella cavalleria e nell'artiglieria, volesse evitare il combattimento, e che sperava che avremmo evacuato la posizione di Novi durante la notte. Infatti Kray fece prendere le armi al suo corpo d'armata solo alle nove del mattino, dopo aver constatato che i francesi non si erano mossi. Fece persino sfilare in una specie di rassegna le sue truppe, fermandosi a controllare di volta in volta se i francesi, intimoriti dall'inferiorità numerica se ne fossero andati.

## La battaglia

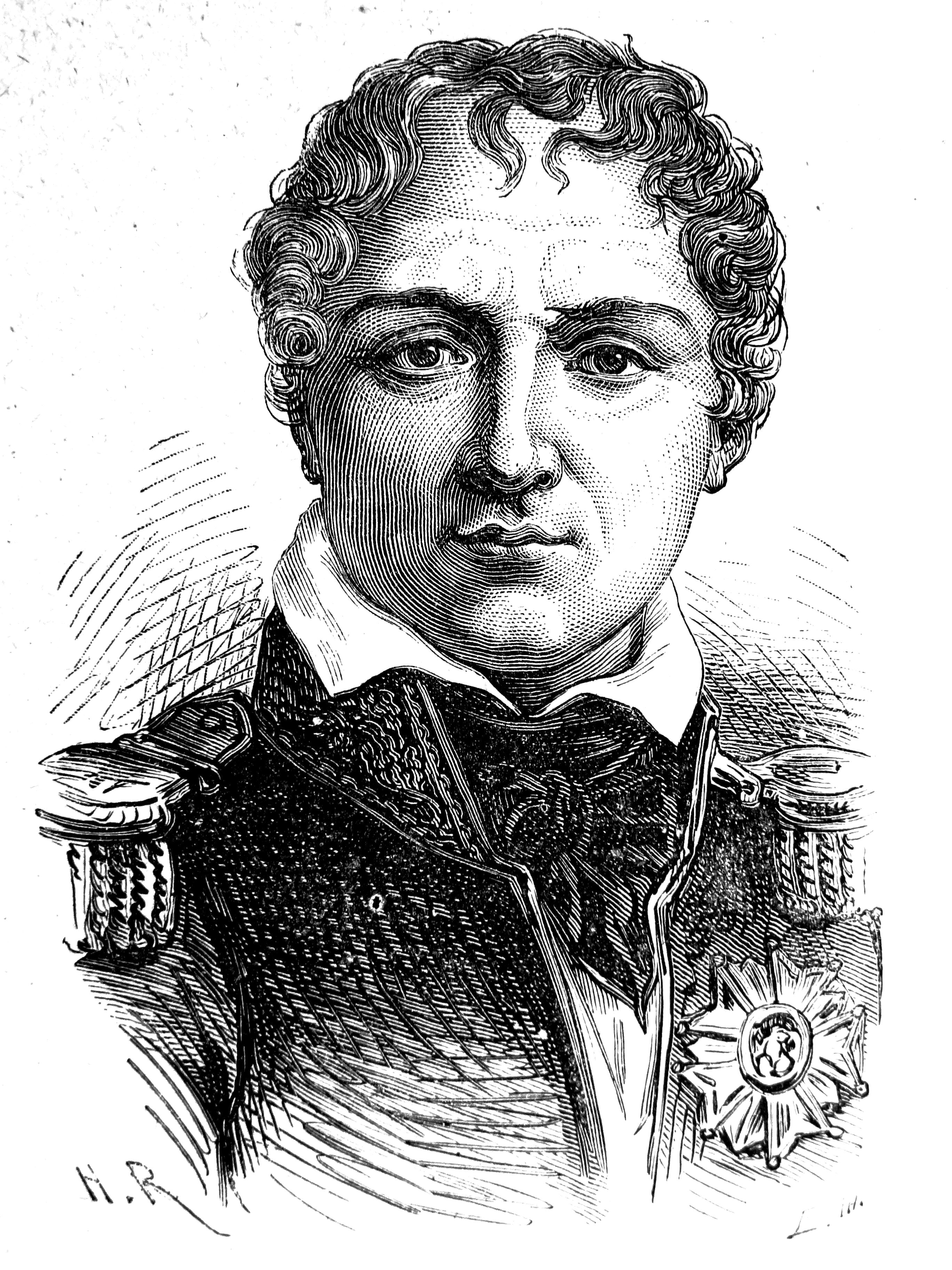
Laurent de Gouvion-Saint-Cyr

Saint-Cyr, sebbene fosse in una posizione difensiva molto forte, decise che sarebbe stato possibile andare all'attacco. Il piano che aveva escogitato era il seguente: le sue truppe avrebbero ingaggiato gli austriaci, ma si sarebbero progressivamente ritirate verso le colline dietro a Novi, dove il vantaggio sarebbe stato della fanteria francese e non più della cavalleria o dell'artiglieria austriache. Lì, avrebbe concentrato una batteria di cannoni ed una volta che gli austriaci fossero stati in posizione, avrebbe aperto il fuoco e li avrebbe attaccati dai lati. Il terreno ideale per attuare tale piano si trovava dietro a Novi: lì furono posizionati 4 cannoni e gli uomini di Dabrowski.
Kray, convinto che i francesi non si sarebbero allontanati di loro spontanea volontà, decise di passare alle maniere forti: formò quattro colonne d'attacco, a ciascuna delle quali affiancò quattro pezzi d'artiglieria, tenendo il resto in riserva. Dopo aver eseguito un cannoneggiamento abbastanza vivace, diresse le sue colonne come segue: la prima, quella di sinistra, verso la brigata del generale Darnaud, che formava la destra di Watrin; la seconda si diresse verso il fronte settentrionale della città di Novi, dove iniziò subito l'attacco; la terza sulla brigata Petitot mentre la quarta girò questa brigata, che formava la sinistra di Watrin, per spostarsi poi sulla divisione Laboissière, che occupava le alture davanti a Pasturana.
Watrin, che per non essere sopraffatto sulla destra dovette allungarsi ulteriormente, aveva ordini di opporre poca resistenza a Novi e sulle alture retrostanti, in modo che la ritirata delle truppe francesi sembrasse il più possibile naturale e non attirasse i sospetti degli austriaci. Le truppe di Saint-Cyr iniziarono a cedere terreno e ben presto le quattro colonne nemiche si unirono sulle alture che dominano la città e la vasta pianura tra l'Orba e lo Scrivia.

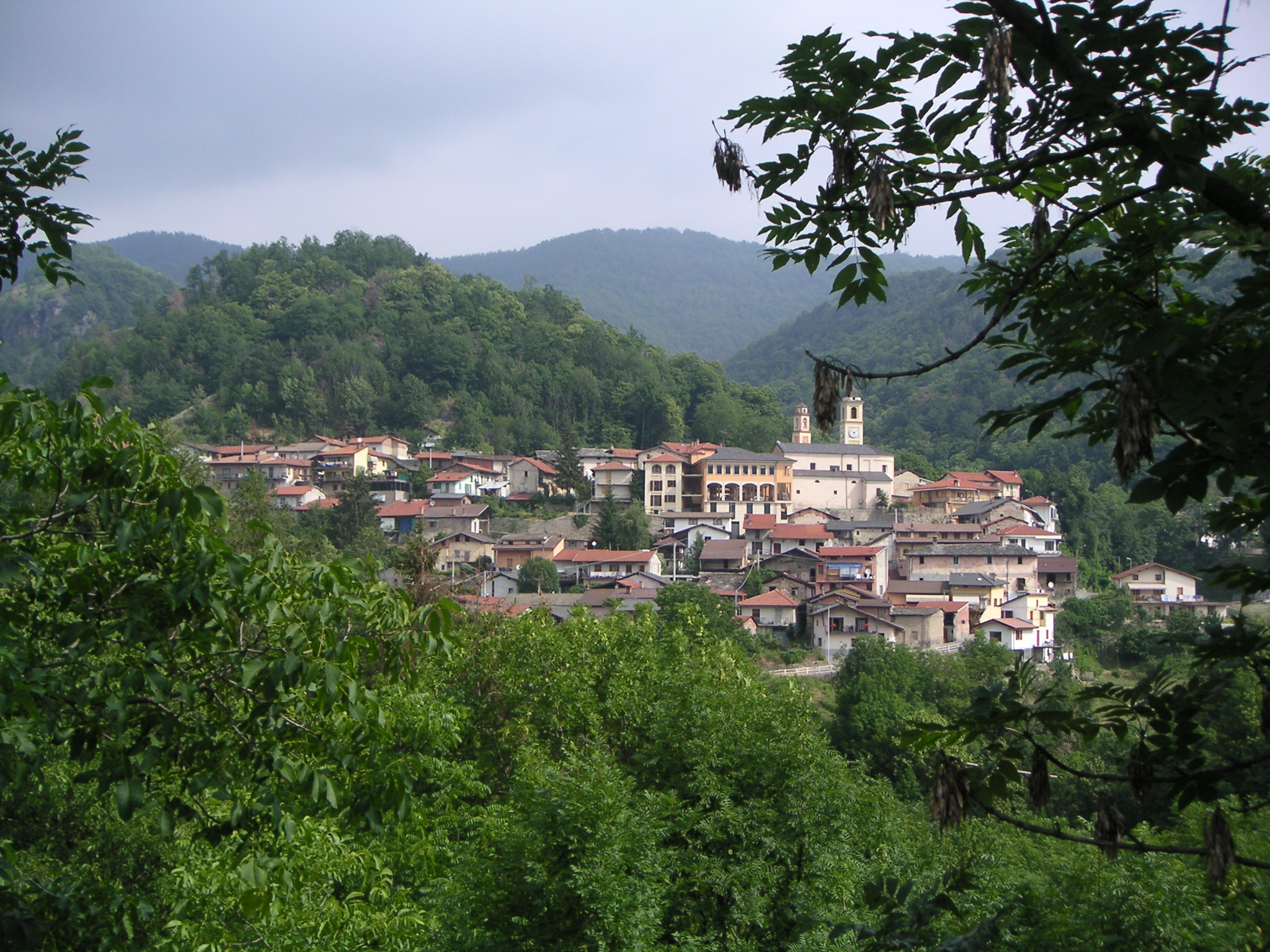
Roccasparvera oggi

Era mezzogiorno quando gli austriaci occuparono la posizione che i francesi avevano finto di difendere. Erano arrivati su un terreno più accidentato, ma dovevano addentrarsi più in profondità affinché la trappola funzionasse: i francesi cercarono di far credere al nemico che la loro intenzione fosse di mantenere la nuova posizione. Affinché la manovra austriaca fosse davvero efficace, avrebbero dovuto lanciare un nuovo attacco. Parallelamente a ciò, Laboissière aveva seguito il movimento di Watrin: aveva attraversato il paese di Pasturana, dove lasciò un battaglione per prendere una nuova posizione dietro il torrente Riaffo. La sinistra di Watrin era dietro un altro ruscello nei pressi dei centri di Pallavicina, Roccasparvera e Ospedalle, mentre la destra era verso Panari e Mairaffotta.

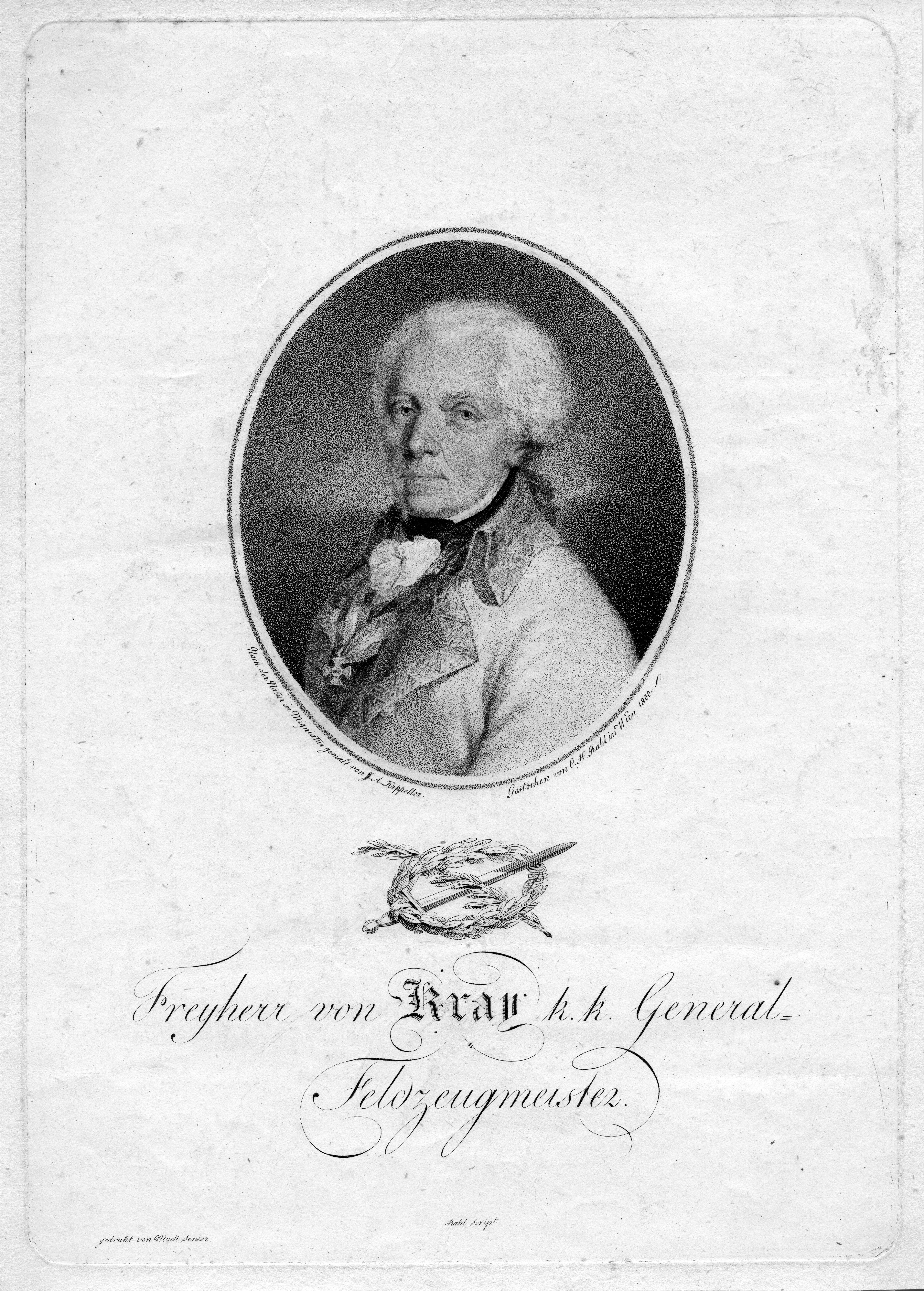
Paul Kray

Avendo Kray ripetuto più o meno la sua prima manovra, Saint-Cyr ripeté la sua: non appena le colonne austriache si mossero, fece ritirare a scaglioni la divisione di Watrin per prendere posizione a destra delle truppe di Dabrowsky sulla strada che da Novi porta a Gavi. La posizione degli austriaci sembrava favorevole per attaccare e mandare i francesi in rotta ma questa convinzione non durò a lungo: erano giunti nella posizione voluta da Saint-Cyr, caduti in trappola. I quattro cannoni, nascosti in precedenza, fecero fuoco: i battaglioni nemici furono colpiti e i colpi dell'artiglieria provocarono un disordine abbastanza marcato nelle loro file. Questo cannoneggiamento fu anche il segnale concordato con i suoi generali per passare all'offensiva. Laboissière attraversò nuovamente il villaggio di Pasturana e, dirigendosi verso la Chapelle Saint-Martin, si mantenne alla destra del nemico, mentre Dabrowsky andò ad avvicinarsi a lui frontalmente e Watrin alla sua sinistra. In meno di un quarto d'ora la divisione Watrin aveva deposto il nemico dalle sue posizioni, mentre gli altri reparti avevano preso 4 cannoni, un obice e sei casse di munizioni.
Kray tentò di aggirare la divisione di Watrin, ma l'arrivo in forze di Dambroski e Laboissière vanificò lo sforzo. Dopo aver perso la speranza di girare a sinistra la divisione di Watrin, Kray si trovò minacciato a destra da Laboissière e pressato su tutto il fronte da Dabrowsky e Watrin, le cui truppe gli facevano continuamente perdere terreno. Il generale austriaco tentò di giocare la sua ultima carta mandando la cavalleria contro gli uomini di Watrin, ma questa fu abilmente respinta e subì anche diverse perdite. Non vedendo più possibilità di vittoria, gli austriaci si diedero alla fuga, cercando di raggiungere la pianura di Pozzolo. Molti di loro caddero durante l'inseguimento.

## Conseguenze
Nonostante la vittoria sulle forze di Kray, la posizione francese presso Novi non poteva essere mantenuta a lungo e le nevi invernali avrebbero presto chiuso il passaggio verso la Liguria. Fatte queste considerazioni, la divisione di Saint-Cyr si ritirò in buon ordine verso Genova.
La manovra di von Melas non terminò con la vittoria di Genola. Il generale austriaco voleva approfittare dell'iniziativa acquisita e continuare a respingere i francesi, infliggendo loro una successione di sconfitte che li portò presto a retrocedere dalla pianura piemontese sino alle Alpi.